# 条穗薹草
条穗薹草（学名：Carex nemostachys），又名毛囊果薹，为莎草科薹草属的植物。分布于柬埔寨、印度、日本、越南、泰国、孟加拉国以及中国大陆的广东、江苏、贵州、福建、江西、云南、浙江、湖北、安徽、湖南等地，生长于海拔300米至1,600米的地区，多生长在沼泽地、小溪旁以及林下阴湿处，目前尚未由人工引种栽培。